# Zaira Orellana
Zaira Orellana Hernández (San Nicolás de los Garza, 3 de maio de 1989) é uma jogadora de voleibol e de voleibol de praia mexicana. 

## Carreira
No ano de 2013 já competia no vôlei de praia com Olivia Meza, e a partir de 2015 com Stephanie Burnside.Em 2014 disputou na modalidade indoor o Campeonato Mundial na Itália, época que atuava pelo CSyD Jalisco

No ano de 2016 formou dupla comAna Rios e depois com Diana Estrada, desde 2018 compete ao lado de Martha Revuelta com quem terminou em quarto lugar na etapa de Aguascalientes pelo Circuito NORCECA de 2018 e o título La Paz (Baja California Sur), alem da terceiras posições em Varaderoe Punta Cana.No Circuito NORCECA de 2019 terminaram na quarta posição.

## Títulos e resultados
- Aberto de La Paz (Baja California Sur) do Campeonato NORCECA de Vôlei de Praia:2018
- Aberto de Punta Cana do Campeonato NORCECA de Vôlei de Praia:2018
- Aberto de Varadero do Campeonato NORCECA de Vôlei de Praia:2018
- Aberto das Ilhas Caimãs do Campeonato NORCECA de Vôlei de Praia:2019
- Aberto de Aguascalientes do Campeonato NORCECA de Vôlei de Praia:2018